# Pallavolo ai VI Giochi del Mediterraneo - Torneo maschile
Il torneo maschile di pallavolo ai VI Giochi del Mediterraneo si è svolto nel 1971 a Smirne, in Turchia, durante i VI Giochi del Mediterraneo. Al torneo hanno partecipato 6 squadre nazionali di stati che si affacciano sul Mar Mediterraneo e la vittoria finale è andata per la terza volta consecutiva alla Jugoslavia.

## Classifica finale
| Classifica | Squadre    |
| ---------- | ---------- |
|            | Jugoslavia |
|            | Turchia    |
|            | Grecia     |
| 4          | Tunisia    |
| 5          | Egitto     |
| 6          | Siria      |